# Улм (Хунедоара)
Улм (рум. Ulm) насеље је у Румунији у округу Хунедоара у општини Чербал. Oпштина се налази на надморској висини од 584 m.

## Становништво
Према подацима из 2002. године у насељу је живело 44 становника, од којих су сви румунске националности.